# Saúl Figueroa Albornoz
Saúl Figueroa Albornoz, (Caracas, 27 de octubre de 1947) es un obispo católico venezolano, actualmente es el obispo emérito de la Diócesis de Puerto Cabello. Administrador apostólico de la Arquidiócesis de Valencia 

## Biografía[3]
Nació en Caracas, el de 23 de octubre de 1947.

### Estudios y Títulos obtenidos
- Realizó sus estudios de Filosofía y de Teología en el Seminario Interdiocesano de Caracas.
- Licenciado en Filosofía en la Universidad Católica Andrés Bello de Caracas.
- Licenciado en Teología en la Pontificia Universidad Gregoriana, en Roma.

## Sacerdocio
Fue ordenado presbítero el 16 de octubre de 1976.

#### Cargos Pastorales
- Profesor de Filosofía y Teología en el Seminario de Caracas.
- Vicario parroquial del «Buen Pastor», en Bello Campo (1976-1977).
- Vicario parroquial de «Nuestra Señora de la Encarnación», El Valle, Caracas (1978-1981).
- Párroco de «San Antonio de Padua», en Los Jardines del Valle (1981-1982).
- Miembro del Equipo Directivo del Seminario “Santa Rosa de Lima” y Sub director Académico del Instituto Universitario Seminario “Santa Rosa de Lima”, (1981-1992).
- Párroco de «San Benito» (1991-1993)
- Director del Colegio «San José del Ávila» (1992-1994).
- Capellán del Hospital (1991-1993).
- Rector del Seminario «San José de El Hatillo» de la Arquidiócesis de Caracas (1.994-1997)
- Secretario del Consejo Presbiteral de la Arquidiócesis de Caracas.

## Episcopado

### Obispo Auxiliar de Caracas
El Papa Juan Pablo II, lo nombró Obispo Titular de Amudarsa y Obispo Auxiliar de la Arquidiócesis de Caracas, el 10 de noviembre de 1997. 
Recibió la Consagración Episcopal, en la Catedral Metropolitana de Santa Ana (Caracas), el 10 de enero de 1998, por el Cardenal Antonio Ignacio Velasco Garcia, fueron los concelebrantes asistentes: Mons. Ramón Ovidio Pérez Morales, quien para la época era el Arzobispo de Maracaibo y Mons. William Delgado Silva quien era Obispo Auxiliar de la Arquidiócesis de Maracaibo.

### Obispo de Puerto Cabello
El Papa Benedicto XVI lo nombró III Obispo de la Diócesis de Puerto Cabello el 30 de abril de 2011.
Tomó posesión canónica de la Sede Episcopal el 5 de julio de 2011.

### Administrador Apostólico de Valencia en Venezuela
El 24 de noviembre de 2022, el Papa Francisco lo nombró Administrador Apostólico "Sede Vacante" de la Arquidiócesis de Valencia en Venezuela, ya que el 21 de noviembre de 2022, falleció Mons. Reinaldo del Prette Lissot, Arzobispo de Valencia en Venezuela.
El prelado quedará al frente del gobierno pastoral de la arquidiócesis hasta el nombramiento de un nuevo pastor para la circunscripción metropolitana.

### Obispo emérito de Puerto Cabello
El 25 de marzo de 2024, el papa Francisco ha aceptado la renuncia al gobierno pastoral de la Diócesis de Puerto Cabello (Venezuela), presentada por S.E. Mons. Saúl Figueroa Albornoz, nombrando obispo de la Diócesis de Puerto Cabello al Rev. José Antonio da Conçeiçao Ferreira.